# La gang della mano rossa
La gang della mano rossa (The Red Hand Gang) è una serie televisiva statunitense in 12 episodi trasmessi per la prima volta nel corso di una sola stagione nel 1977. È una serie d'avventura per ragazzi incentrata sulle vicende di un gruppo di ragazzini che si improvvisano detective.

## Trama
Cinque bambini formano una banda chiamata "la gang della mano rossa" e risolvono crimini (rapimenti, rapine, furti) con l'aiuto del loro cane Boomer. Il gruppo viene chiamato così perché i suoi membri lasciano impronte rosse delle mani per marcare dove sono passati. A capo del gruppo vi è Frankie che coadiuva Joanne, J. R., Lil Bill e Doc (il cervellone della banda). I 12 episodi sono raggruppati in tre storie uniche che si dipanano come segue: una di cinque episodi, una di quattro e una di tre.

## Personaggi e interpreti
- Frankie (12 episodi, 1977), interpretato da Matthew Labyorteaux.
- J. R. (12 episodi, 1977), interpretato da J.R. Miller.
- Joanne (12 episodi, 1977), interpretata da Jolie Newman.
- Lil Bill (12 episodi, 1977), interpretato da Johnny Brogna.
- Doc (12 episodi, 1977), interpretato da James Bond III.
- Johnny (5 episodi, 1977), interpretato da Robert Ahlers.
- OK Okins (4 episodi, 1977), interpretato da Van Williams.

## Produzione
La serie fu prodotta da D'Angelo-Bullock-Allen Productions

### Registi
Tra i registi sono accreditati:
- Charles R. Rondeau in 7 episodi (1977)
- William P. D'Angelo in 5 episodi (1977)

### Sceneggiatori
Tra gli sceneggiatori sono accreditati:
- Harvey Bullock in 11 episodi (1977)
- R. S. Allen in 9 episodi (1977)
- Roy Irvings in 8 episodi (1977)
- Guy Elmes in 5 episodi (1977)

## Distribuzione
La serie fu trasmessa negli Stati Uniti dal 10 settembre 1977 al 26 novembre 1977 sulla rete televisiva NBC. In Italia è stata trasmessa con il titolo La gang della mano rossa.

## Episodi
| Stagione       | Episodi | Prima TV USA |
| -------------- | ------- | ------------ |
| Prima stagione | 12      | 1977         |